# Oonopinus argentinus
Oonopinus argentinus är en spindelart som beskrevs av Birabén 1955. Oonopinus argentinus ingår i släktet Oonopinus och familjen dansspindlar. Inga underarter finns listade i Catalogue of Life.